# Mydaea rufiventris
Mydaea rufiventris este o specie de muște din genul Mydaea, familia Muscidae. A fost descrisă pentru prima dată de Stein în anul 1918. Conform Catalogue of Life specia Mydaea rufiventris nu are subspecii cunoscute.